# Борисенко Олена Олександрівна
Оле́на Борисе́нко (* 1996) — українська стрільчиня з лука, майстер спорту України міжнародного класу.

## З життєпису
Народилася 1996 року в місті Кремінна; випускниця Кремінської школи-гімназії. Під час навчання була переможницею Свистунівського фестивалю поезії Т. Г. Шевченка
Почала стріляти з лука 2013 року, вперше змагалася за збірну України в 2014-му. Виступає в стрільбі з блочного лука.
Входила до складу української жіночої збірної, яка виграла першу в історії медаль зі стрільби із блочного лука та першу в історії золоту медаль для України на чемпіонаті світу зі стрільби з лука-2015.
На ХІІІ літній Універсіаді України зі стрільби з лука студентка ХНУ ім. В. Н. Каразіна Олена Борисенко завоювала 3 золоті медалі у стрільбі з блочного лука.
2017 року в складі жіночої збірної України виграла золото Кубка Європи зі стрільби з блочного лука — Вікторія Дьякова і Тетяна Познякова.